# Lagmannsrett

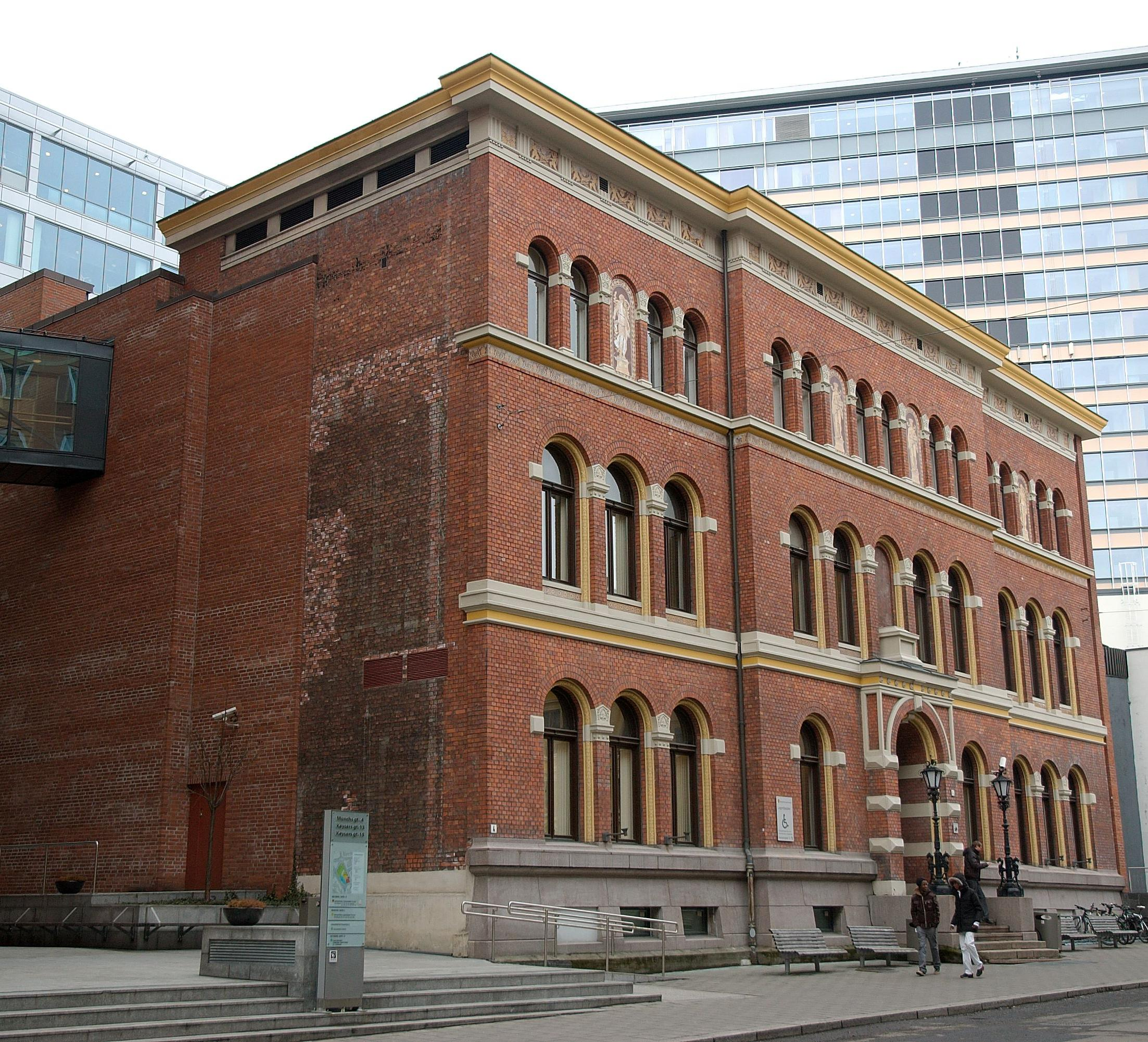
Borgarting Lagmannsrett in Oslo

Het Lagmannsrett is het tweede niveau in de rechtspraak in Noorwegen. Het gerecht, vergelijkbaar met het Gerechtshof in Nederland of het Hof van beroep in België behandelt beroepszaken tegen de uitspraken van het Tingrett, zowel in straf- als in civiele zaken. Tegen uitspraken van het Lagmannsrett is nog beroep mogelijk bij de Høyesterett. 
Het land is verdeeld in zes ressorten. De indeling in ressorten komt niet helemaal overeen met de indeling in fylker.

## Indeling
- Hålogaland: zetel in Tromsø, omvat de fylker Troms og Finnmark (met inbegrip van Spitsbergen) en Nordland (inclusief Jan Mayen)
  - Hålogaland is verdeeld in 14 Tingretter
- Frostating: zetel in Trondheim, omvat de fylker Trøndelag en Møre og Romsdal
  - Frostating is verdeeld in 8 Tingretter
- Eidsivating: zetel in Hamar, omvat fylke Innlandet en een klein deel van Viken (het historische Romerike)
  - Eidsivating is verdeeld in 10 Tingretter
- Gulating: zetel in Bergen, omvat de fylker Vestland, Rogaland en de gemeente Sirdal (in Agder)
  - Gulating is verdeeld in 9 Tingretter
- Agder: zetel in Skien, omvat de fylker Agder (minus Sirdal) en Vestfold og Telemark.
  - Agder is verdeeld in 7 Tingretter
- Borgarting: zetel in Oslo, omvat de fylker Oslo en Viken minus de gemeenten in Romerike.
  - Borgarting is verdeeld in 12 Tingretter.